# پاپ سیکستوس یکم
پاپ سیکستوس یکم (به لاتین: Pope Sixtus I) یکی از پاپ‌های کلیسای کاتولیک بود که در رم به دنیا آمد و بین سال‌های ۱۱۶ تا ۱۲۵ میلادی پاپ بود.